# Микер (округ)
Ми́кер (англ. Meeker County) — округ в штате Миннесота, США. Административный центр и крупнейший город — Литчфилд. По переписи 2000 года в округе проживают 22 644 человека. Площадь — 1671 км², из которых 1576,4 км² — суша, а 94,6 км² — вода. Плотность населения составляет 14 чел./км².

## История
Округ был основан в 1856 году.